# Clare Briggs

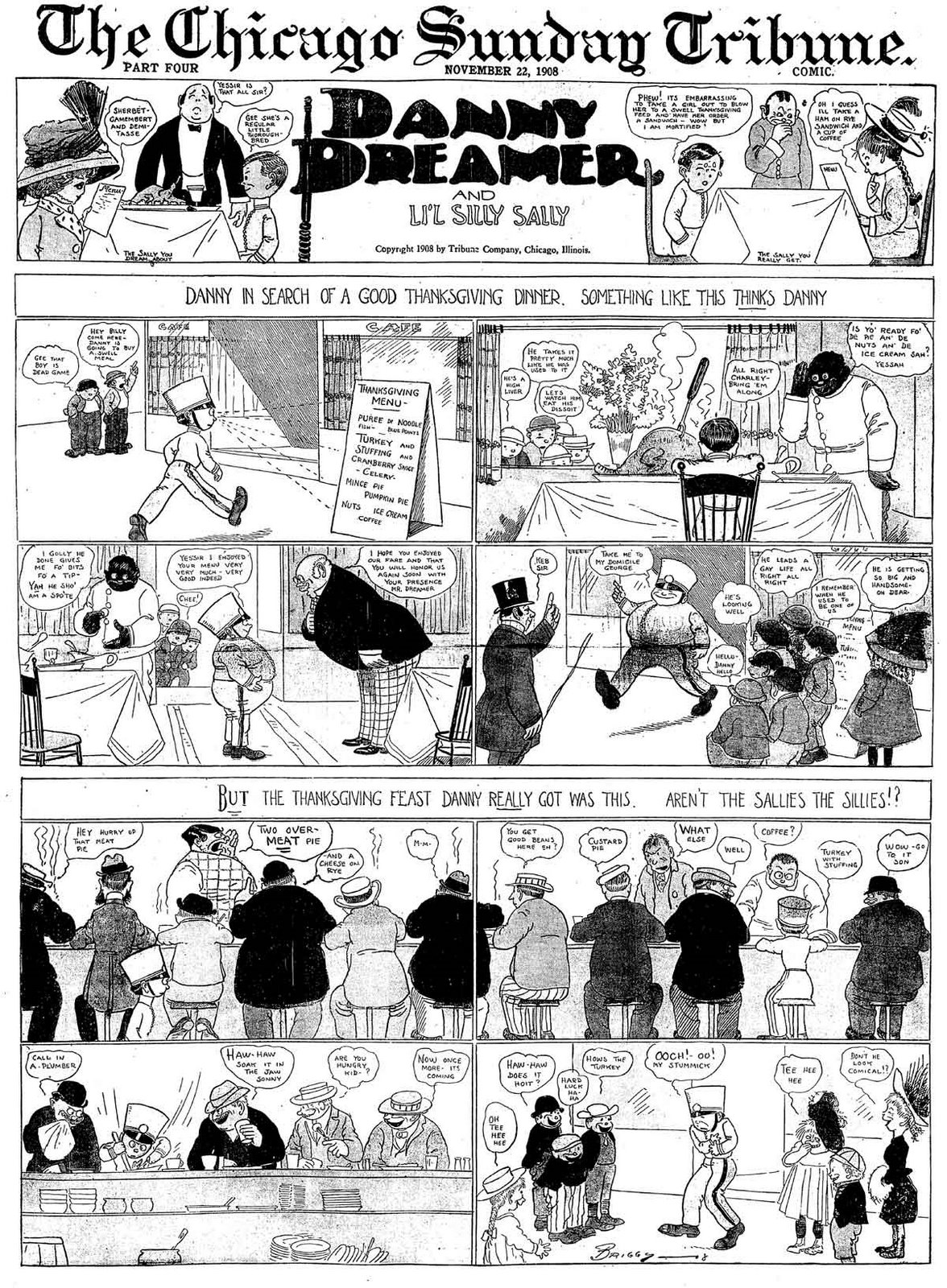
Danny Dreamer, striscia di Clare Briggs del 1908

Clare Briggs (Reedsburg, 5 agosto 1875 – Baltimora, 3 gennaio 1930) è stato un fumettista statunitense.

## Biografia
Clare A. Briggs è stato uno dei primi fumettisti americani famoso per la sua striscia A. Piker Clerk. Briggs divenne ancora più famoso per le sue successive strisce a fumetti: "When a Feller Needs a Friend," "Ain't It a Grand and Glorious Feeling?" e "The Days of Real Sport".

## Fumetti
Lista parziale delle strisce create da Clare Briggs:
- 'A. Piker Clerk'
- 'When a Feller Needs a Friend'
- 'Movie of a Man'
- 'Someone's Always Taking the Joy Out of Life'
- 'There's at Least One in Every Office'
- 'Real Folks at Home'
- 'Mr. and Mrs.'
- 'Danny Dreamer'
- 'Ain't It a Grand and Glorious Feeling?'
- 'The Days of Real Sport'